# Желивскего
«Желивскего» (чеш. Želivského) — станция пражского метрополитена. Расположена на Линии А между станциями «Флора» и «Страшницка».

## История и происхождение названия
Открыта 15 декабря 1980 года в составе второго пускового участка линии А «Náměstí Míru - Želivského», к 600 годовщине гуситского священника Яна Желивского, в честь которого названа.

## Характеристика станции
Станция пилонная трёхсводчатая, с укороченным центральным проходом и 10 парами проходов на платформу глубиной 26,6 м. Длина станции 148 м, из них платформа - 100 м. Облицовка станции выполнена из анодированного алюминиевого профиля коричневато-желтого цвета. Станция имеет один вестибюль, расположенный под Виноградской улицей на глубине 5,6 м. Вестибюль соединен с ней тремя выходами с эскалаторами, а с платформой - длинным эскалаторным тоннелем. За станцией располагались два подъездных и один оборотный пути, позволяющие завершить весь маршрут. Туннели за боковыми путями были пробиты, чтобы продлить маршрут до станции Страшницка. Разворотный путь в настоящее время используется для разворота или отстоя поездов, например, в экстренных случаях (неисправность поезда и т.д.). Строительство станции в 1980 году обошлось в 301 миллион чехословацких крон.
Станция до сих пор не реконструирована и является последним примером оригинальной архитектуры линии AI или AII. Система подвесных светильников в эскалаторном тоннеле, а также облицовка стен литым алюминием служили поглотителем шума от работы лестниц. Единственными неродными элементами являются рекламные щиты по бокам эскалаторного тоннеля и новая информационная система. Состояние нижних станционных помещений ухудшается из-за протечек и отложений ржавчины на алюминиевой и томпаковой облицовке.
В вестибюле находится каменная мозаика «Ян Желивский и его время», выполненная Йиржиной Адамцовой и Евой Бржусковой, которые также разработали архитектурный дизайн всей станции. Мозаика размером 3×17 метров изображает гуситов, стилизованных под революционеров, и, по мнению архитектора Петра Кучеры, имеет идеологический подтекст.
Неподалёку расположены Новое еврейское кладбище на Ольшанах с синагогой и Ольшанское кладбище.

## Путевое развитие
За станцией в сторону станции «Strašnická» расположен однопутный оборотный тупик.

## Окружающие объекты
- Hotel Don Giovanni
- Ольшанское кладбище
- Новое еврейское кладбище на Ольшанах
- Hagibor
- здание Радио «Свобода»